# Décès en 1192
Décès
- 1188
- 1189
- 1190
- 1191
- 1192
- 1193
- 1194
- 1195
- 1196

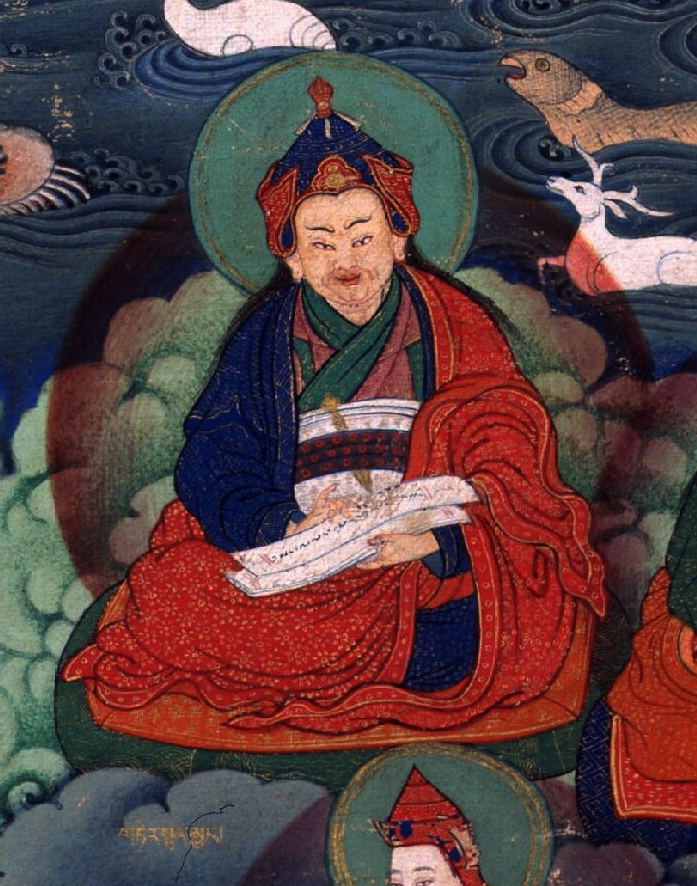
Nyangrel Nyima Özer, mort en 1192.

Cette page dresse une liste de personnalités mortes au cours de l'année 1192 :
- 1er février : Tokudaiji Sanesada, courtisan kugyō et poète japonais.
- 12 février : Placentin, professeur de droit à Bologne.
- 26 avril : Go-Shirakawa, 77e empereur du Japon.
- 8 mai : Ottokar IV de Styrie, margrave puis duc de Styrie.
- 25 août : 
  - Hugues III de Bourgogne, duc de Bourgogne.
  - Wichmann de Seeburg, évêque de Naumbourg et archevêque de Magdebourg.
- 6 novembre : Varlaam de Khoutyne fondateur près de Novgorod du Monastère de Khoutine.
- 24 novembre : Albert de Louvain, prince-évêque de Liège et cardinal.

- Bertram III de Verdun, chevalier anglo-normand.
- Daniel, 6e abbé de Parc.
- Jean, évêque d’Évreux.
- Kılıç Arslan II, `Izz ad-Dîn al-Malik al-Mu`zim Qilij Arslân ben Mas`ûd ou II. İzzeddin Kılıç Arslan, sultan seldjoukide de Rum.
- Lu Xiangshan, philosophe chinois (né en 1139).
- Nyangrel Nyima Özer, important tertön de la tradition nyingma du bouddhisme tibétain.
- Pierre de Brixey, évêque de Toul.
- Prithivîrâja Châhumâna III, dernier des grands râja Châhumâna d'Ajmer, le dernier roi hindou de Delhi.
- Varlaam de Khoutyne, moine russe fondateur du monastère de la Transfiguration à Khoutyne près de Novgorod.
- Venceslas II de Bohême, duc de Brno puis d'Olomouc.

date incertaine (vers 1192)
- Onfroy IV de Toron, seigneur de Toron puis d'Outre-Jourdain et de Montréal.
- Othon II de Trazegnies, seigneur de Trazegnies.

## Crédit d'auteurs
- Cet article est partiellement ou en totalité issu de l'article intitulé « 1192 » (voir la liste des auteurs).